# Hieronim Schulz
Hieronim Stefan Schulz ps. „Porucznik Wojtarski” (ur. 31 sierpnia 1901 w Ludwigslust, zm. 15 grudnia 1942 w Poznaniu) – polski lekarz, działacz społeczny, w czasie okupacji niemieckiej członek Wojskowej Organizacji Ziem Zachodnich, zaangażowany w organizację tajnego nauczania.

## Życiorys
Urodził się 31 sierpnia 1901 roku w Ludwigslust, Meklemburgia-Pomorze Przednie w rodzinie Stanisława Schulza, sekretarza pocztowego oraz Franciszki z domu Hoffmann. Kuzyn Zbigniewa Sałacińskiego. Uczeń Gimnazjum Króla Fryderyka we Wrocławiu, w 1919 ukończył Gimnazjum im. Karola Marcinkowskiego w Poznaniu. Zaangażowany w akcję plebiscytową na Warmii. W 1920 rozpoczął studia na wydziałach lekarskim oraz filozoficznym Uniwersytetu Poznańskiego, gdzie w 1928 otrzymał tytuł doktora medycyny.
W 1921 jeden z założycieli Korporacji Akademickiej Chrobria. Członek zarządu Poznańskiego Okręgowego Związku Bokserskiego i lekarz bokserów. Współzałożyciel, wieloletni prezes i członek honorowy Klubu Motocyklowego „Unia” w Poznaniu.

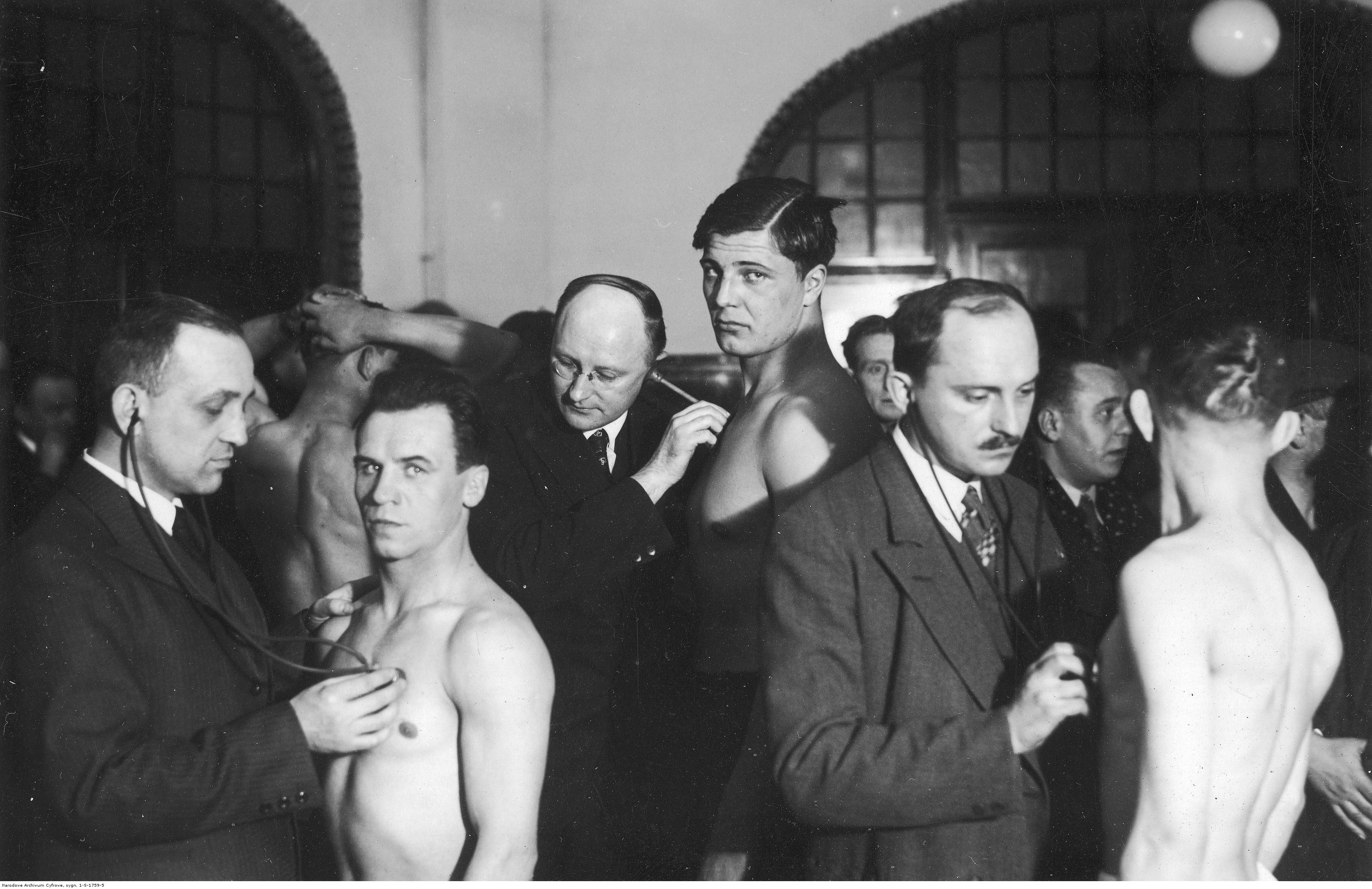
Badanie bokserów przed zawodami. Widoczni od lewej lekarze: Matelski, Śniegowski i Hieronim Schulz (kwiecień 1935)

W czasie niemieckiej okupacji szef wydziału medyczno-sanitarnego Wojskowej Organizacji Ziem Zachodnich.
9 września 1939 Prezydent Miasta Poznania Cyryl Ratajski powierza mu tymczasowo kierownictwo Wydziału Zdrowia Publicznego. W listopadzie 1939 niemiecki Komisarz Miejski z powodu braków kadrowych powierza mu stanowisko lekarza opieki społecznej i monitorowanie zaopatrzenia medycznego w mieście.
Aresztowany przez Gestapo 31 sierpnia 1941 roku wraz z aptekarzem Marianem Nyklewiczem za słuchanie zagranicznych radiostacji, poddany śledztwu i skierowany do ciężkich robót do Fortu VII. Ciężko chory na gruźlicę krtani został na wiosnę 1942 roku zwolniony do domu po przekupieniu oficerów niemieckich przez rodzinę.
Zmarł 15 grudnia 1942 roku w wyniku wysoce rozwiniętej choroby. Został pochowany na cmentarzu Górczyńskim w Poznaniu.